# Тернопільська обласна універсальна наукова бібліотека
Тернопільська обласна універсальна наукова бібліотека (ТОУНБ)  — головний заклад у сфері бібліотечно-інформаційного обслуговування населення Тернопільської області. Підпорядкована Міністерству культури та інформаційної політики України.
У єдиній бібліотечній системі України бібліотека за значенням є обласною, за змістом бібліотечних фондів  — науковою та універсальною, за призначенням — публічною. Бібліотека виконує такі функції: сховище творів друку, рукописів, депозитарій краєзнавчої літератури, центр книгообміну, міжбібліотечного абонемента, краєзнавчої бібліографії, організаційно-методичний координатор публічних бібліотек області різних форм власності, база управління культури обласної державної адміністрації з питань розвитку бібліотечної справи.
Щорічно фахівці бібліотеки обслуговують понад 20 000 користувачів, видають понад 25 методично-бібліографічних посібників[джерело?].

## Історія
Першу державну бібліотеку на території області засновано 15 листопада 1939 року на базі місцевих громадських бібліотек, зокрема українських, польських та єврейських товариств: «Просвіти», Товариство школи людової, Єврейського товариства ім. Й. Перля, приватних книжкових колекцій окремих осіб.
Бібліотека, відкрита для безкоштовного користування документами, налічувала 35 000 книжок, серед них: 10 % українською, 4 % єврейською, 84 % польською і 2 % іншими мовами. Таке співвідношення було епізодичним й обумовлювалося політичною ситуацією в краї. Воно стрімко змінювалося за рахунок інтенсивних надходжень уже перевірених часом і політичною цензурою видань з інших книгозбірень Радянського Союзу. Лише з фонду  Одеської обласної бібліотеки надійшло 20 000 примірників документів. На початку 1941 року фонд бібліотеки становив близько 100 000 примірників документів, було 6 000 користувачів, 250—300 відвідувань щодня.
Під час Другої світової війни приміщення бібліотеки та книжковий фонд знищено. Повторно бібліотека відновила роботу у вересні 1944 року (за Постановою РНК СРСР № 1114 від 16 вересня 1944 р.) у місті Чорткові, яке на той час виконувало функції обласного центру, оскільки місто Тернопіль було вщент зруйновано.
У серпні 1946 року бібліотеку з кількістю 27 000 примірників видань повернуто до міста Тернополя та розміщено в невеличкому приміщенні на вул. М. Островського, 56 (нині Князя К. Острозького). Книгозбірня складалася із читального залу, абонемента, коридор був облаштований під книгосховище.
17 серпня 1966 року бібліотеці присвоєно ім'я відомого на той час державного та партійного діяча В. П. Затонського, відтоді іменувалася Тернопільська обласна бібліотека для дорослих ім. В. П. Затонського.
1984 року книгозбірні надано статус універсальної наукової. Так вона отримала право на пріоритетне комплектування літературою наукового змісту з різних галузей знань. Удосконалено структуру бібліотеки, відкрито нові спеціалізовані відділи: технічної літератури, літератури іноземними мовами, літератури з мистецтва, інформації з питань культури та мистецтва.
Від 1991 року — Тернопільська державна обласна універсальна наукова бібліотека. У січні того ж року сформовано відділ краєзнавчої літератури та бібліографії.
Від 2002 року — сучасна назва Тернопільська обласна універсальна наукова бібліотека (ТОУНБ).

## Директори
У різні періоди бібліотеку очолювали:
- С. Садовська (1939—1941 рр.);
- П. Карабаш (1944—1945 рр.):
- М. Миргородська (1945—1945 рр.);
- І. Гарькавий (1945—1945 рр.);
- І. Коваль (1945—1965 рр.);
- М. Бей (1965—1976 рр.);
- Надія Черпитяк (1976—1993 рр.)[2];
- Василь Вітенко (1993—2024 рр.)[3];
- Валерій Бачинський (з 2024 року)

## Структура
У бібліотеці функціонує 16 відділів:
- науково-методичний;
- інформаційно-бібліографічний;
- інформації;
- краєзнавчої літератури та бібліографії[4];
- літератури з мистецтва;
- літератури іноземними мовами;
- зберігання основного фонду;
- читального залу;
- міського абонемента;
- технічної літератури;
- сільськогосподарської літератури;
- комплектування фонду;
- обробки літератури та організації каталогів;
- автоматизації та механізації бібліотечних процесів;
- медичної літератури;
- редакційно-видавничий відділ.

Загальна кількість бібліотечних працівників становить 72 особи, у цілому штат установи налічує 96 осіб.

## Фонд
Фонд бібліотеки універсальний, загальна кількість станом на 1 січня 2024 року становить 355 905 примірників документів: книжок — 290 294, періодичних видань — 63 621, електронних видань — 957, аудіовізуальних матеріалів — 1033.
Від 1991 року книгозбірня отримує безкоштовний примірник усіх творів друку, що видаються на території області.
З історичним минулим і сьогоденням краю користувачів знайомить фонд краєзнавчої літератури та бібліографії, у складі якого книги, листівки, буклети, плакати, праці науковців вишів міста, обласні та районні газети, журнали від кінця 1940-х років.
Фонд рідкісних та цінних видань бібліотеки становить 2802 примірники документів. Цінною пам'яткою історії та культури є книги кириличного друку: «Тріодіон» (1730) і «Октоїх» (Почаїв, 1738). У фонді є незвичні видання — витончені мініатюрні книжечки та книги-велетні.
Для віртуальних користувачів діє «Електронна бібліотека краєзнавчих видань Тернопільської області».

## Довідково-бібліографічний апарат бібліотеки
Довідково-бібліографічний апарат бібліотеки складається з карткових каталогів і картотек, електронного каталогу.
Електронний каталог бібліотеки складається з таких баз даних:
- електронний каталог книг;
- електронна картотека статей;
- електронний краєзнавчий каталог;
- періодичні видання Тернопільської області;
- «Історична Волинь»;
- електронний каталог документів іноземними мовами;
- електронна картотека статей іноземними мовами;
- картотека неопублікованих документів;
- картотека музичних творів;
- «Культура Тернопільщини»;
- електронна картотека цінних та рідкісних видань;
- електронна картотека документів з питань європейської інтеграції;
- каталог журналів та газет;
- електронний каталог ЦБС м. Тернополя.

У 2020 році у Тернопільській обласній універсальній науковій бібліотеці розпочав роботу електронний ресурс "Вікно Америки". Читачі можуть скористатися закордонними виданнями англійською мовою.
У книгозбірні діє клуб з прикладного мистецтва «Натхнення», що функціонує у відділі технічної літератури, з метою розвитку здібностей та дозвілля учасників, а також організації виставок і майстер-класів.

## Видавнича діяльність
Одним з напрямків роботи бібліотеки є видавнича діяльність. Фахівці книгозбірні підготували ряд видань, серед них:
бібліографічні покажчики:
- Володимир Гнатюк: фольклорист, етнограф, літературознавець (1871—1926), «Я з Вами по всі дні і до кінця віку» : Блаженніший Патріарх Йосиф Сліпий (1892—1984), Яків Гніздовський: «Життя людини — тільки недосконалий відблиск її власної мрії», Юліуш Словацький (4.09.1809-3.04.1849), «Роман Шухевич: „Це був наказ мого серця!“», «Іван Огієнко: „Я все зробив, що міг зробити…“», «Ігор Ґерета: „Велет віри, духу і любові“», «Шмуель Йосеф Агнон: нобелівський лауреат із Тернопільщини», «Іван Пулюй: життя в ім'я науки та України», «Лесь Курбас: „Поворот до Європи і до самих себе“», «Богдан Лепкий: відомий і невідомий (1872—1941)», «Іванна Блажкевич: її життя — як смолоскип» (серія «Родом з України»; започатковано 2007 р.);
- Наукове товариство імені Шевченка і Тернопільщина (1873—1940) : Історично-філософська секція: дійсні члени, Наукове товариство імені Шевченка і Тернопільщина (1873—1940) : Філологічна секція: дійсні члени;
- «Театральна Тернопільщина», «Музична Тернопільщина», «Мистці Тернопільщини» (серія «Тернопільщина мистецька»; започатковано 2002);
- «Література про Тернопільську область за … роки», Література про Тернопільську область за 2010—2014 роки, Література про Тернопільську область за 2015—2019 роки (започатковано 1967);
- «Література до знаменних і пам'ятних дат Тернопільщини на … рік», Література до знаменних і пам’ятних дат Тернопільщини на 2018 рік , Література до знаменних і пам’ятних дат Тернопільщини на 2019 рік, Література до знаменних і пам’ятних дат Тернопільщини на 2020 рік, Література до знаменних і пам’ятних дат Тернопільщини на 2021 рік, Література до знаменних і пам’ятних дат Тернопільщини на 2022 рік, Література до знаменних і пам’ятних дат Тернопільщини на 2023 рік, Література до знаменних і пам’ятних дат Тернопільщини на 2024 рік (започатковано 1967).

інформаційні бюлетені:
- «Професійне досьє бібліотекаря»;
- «Крізь призму соціології»;
- «Нові надходження з питань бібліотекознавства та бібліотечної справи»;
- «Культура Тернопільщини (Сторінками періодики)»;
- «Сторінками технічних періодичних видань»;
- «Вам, спеціалісти»,

методично-бібліографічні посібники,
аналітично-статистичні огляди «Публічні бібліотеки Тернопільщини: рік …» (започатковано 1996).
Літописом діяльності закладів культури обласного підпорядкування є інформаційний бюлетень «Культура Тернопільщини» (започатковано 2006). Видання висвітлює відомості з періодичних видань із загальних питань культури, регіональної культурної політики, правових та економічних аспектів, упровадження нових форм і методів роботи установ культури обласного підпорядкування.
Про творчий потенціал колективу свідчать анотований бібліографічний покажчик «Тернопільська обласна універсальна наукова бібліотека: 1939—2009 роки» та фотоальбом «Тернопільська обласна універсальна наукова бібліотека: 75 років».

## Приміщення
Нині бібліотека розташована у приміщенні за адресою: м. Тернопіль, бульвар Тараса Шевченка, 15. 
1989 року розпочалося будівництво нового приміщення. Станом на квітень 2017 року недобудова перебувала на балансі Кабінету Міністрів України. Одна з найбільших проблем — право власності на землю, оскільки ще не закриті кримінальні провадження з відчуження земельної ділянки навколо будівлі (за останні 30 років вкрадено близько 30 сотих). Колишній Голова Тернопільської ОДА Степан Барна заявляв, що розглядається варіант співпраці з Тернопільською міською радою, оскільки приміщення дуже велике, і його використання тільки як бібліотеки буде неефективним. Тому у приміщенні також можна розмістити школу мистецтв та інші установи, які нині перебувають на балансі обласної ради.